# Yara International
Yara International ASA – norweskie przedsiębiorstwo produkujące nawozy sztuczne. Yara powstała po wydzieleniu Hydro Agri z konglomeratu Norsk Hydro w 2004 roku. Jest notowana na giełdzie w Oslo. We wrześniu 2007 Yara przejęła fińskiego konkurenta "Kemira GrowHow" i przez to posiada 50% udziałów w firmie "GrowHow UK". Polski oddział firmy, Yara Poland, ma siedzibę w Szczecinie.

## Zakłady produkcyjne
Norwegia – Porsgrunn, Glomfjord
Niemcy – Brunsbüttel, Rostock
Włochy – Ferrara, Rawenna, Terni
Holandia – Sluiskil
Belgia – Tertre
Finlandia – Uusikaupunki, Siilinjärvi, Kokkola
Francja – Hawr, Montoir, Ambès, Pardies
Szwecja – Köping
Trynidad i Tobago
Brazylia – Rio Grande
Kanada – Regina
Wielka Brytania – Hull
Australii - Burrup w Zachodniej Australii
Mniejszościowy udział w fabrykach w: Libii i Katarze